# Homapoderus occidentalis
Homapoderus occidentalis es una especie de coleóptero de la familia Attelabidae.

## Distribución geográfica
Habita en Camerún y Guinea (África).